# Vedea
Vedea (rumænsk udtale: [ˈvede̯a] ) er en flod i det sydlige Rumænien, der løber fra Cotmeana-plateauet og munder ud i Donau.  Den har en samlet længde på 224 km, [2] heraf er 33 km reguleret. Dens afvandingsareal er 5.430 km2.
Det flyder i didstrikterne Argeș, Olt og Teleorman. Byerne Alexandria og Roșiorii de Vede ligger i nærheden af floden.
Navnet på floden er dakisk af indoeuropæisk oprindelse: * wed, "vand".

## Byer og landsbyer
Følgende byer og landsbyer ligger langs floden Vedea, fra kilden til mundingen: Făgețelu, Spineni, Tătulești, Optași, Corbu, Nicolae Titulescu, Văleni, Stejaru, Roșiorii de Vede, Vedea, Plosca, Mavrodin, Buzescu Alexandria Poroschia, Brânceni, Smârdioasa, Cervenia, Conțești, Bragadiru, Bujoru.

## Bifloder
Følgende floder er bifloder til Vedea (fra kilde til udmunding):
- Fra venstre: Ciorâca, Tișar, Vedița, Cupen, Cotmeana, Tecuci, Burdea, Pârâul Câinelui, Teleorman
- Fra højre: Plapcea, Dorofei, Bratcov, Bărâcea, Nanov, Izvoarele, Rojiștea